# Salomon (Jerusalem)
Salomon († um 863) war griechischer Patriarch von Jerusalem.
Er war der Sohn eines gewissen Zarkūn und wurde von Photios als Laie 858/59 zum Patriarchen von Jerusalem erhoben. Salomon starb nach fünfjähriger Amtszeit.